# Красногорка (Кировоградская область)
Красного́рка (укр. Красногірка) — село в Голованевской поселковой общине Голованевского района Кировоградской области Украины.
Население по переписи 2001 года составляло 843 человека. Почтовый индекс — 26540. Телефонный код — 5252. Занимает площадь 3 км². Код КОАТУУ — 3521483201.